# Lünen

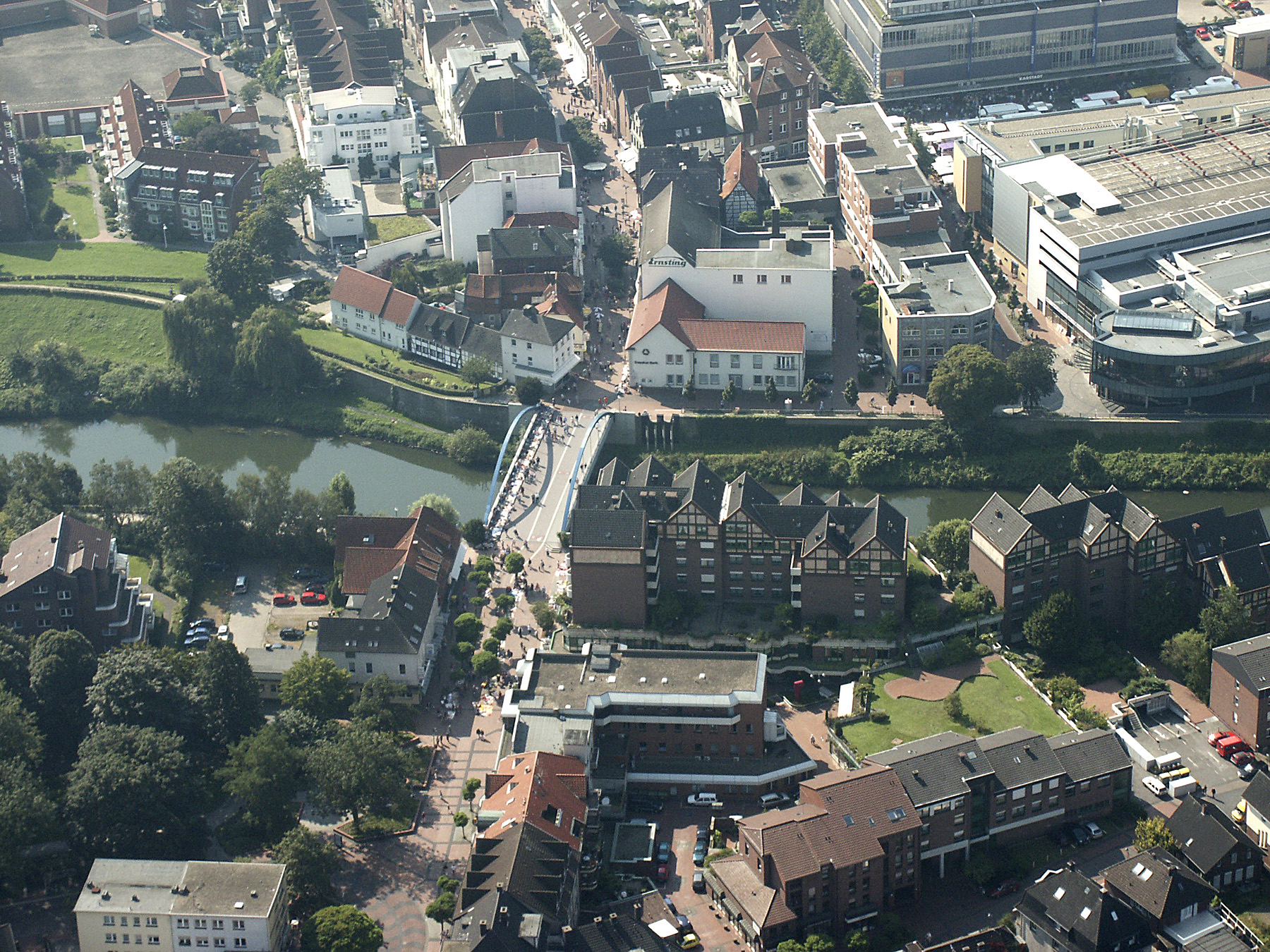

Lünen è una città di 85 721 abitanti della Renania Settentrionale-Vestfalia, in Germania.
Appartiene al distretto governativo (Regierungsbezirk) di Arnsberg ed al circondario di Unna (targa UN).
Lünen si fregia del titolo di "Grande città di circondario" (Große kreisangehörige Stadt).

## Amministrazione

### Gemellaggi[2]
- Zwolle, dal 1963
- Salford, dal 1966
- Panevėžys, dal 1990
- Demmin, dal 2000
- Kamień Pomorski, dal 2000